# Метановка
Мета́новка (укр. Метанівка) — село на Украине, находится в Тепликском районе Винницкой области.
Код КОАТУУ — 0523784201. Население по переписи 2001 года составляет 947 человек. Почтовый индекс — 23831. Телефонный код — 4353.
Занимает площадь 0,417 км².

## Адрес местного совета
23831, Винницкая область, Теплицкий р-н, с. Метановка, ул. Ленина, 59